# 扶桑

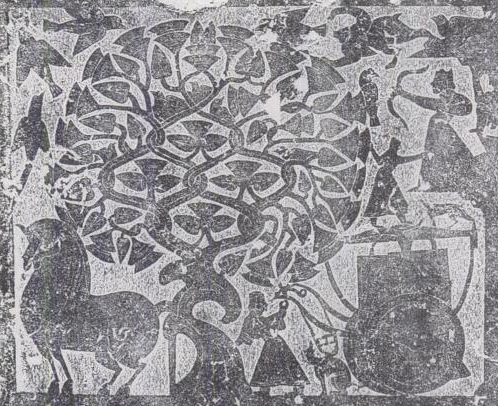
扶桑树，武氏祠画像砖

扶桑，中國神话中的灵地之一，传说在極东的大海上，扶桑树是由两棵相互扶持的大桑树组成。太阳女神羲和大神为她的儿子金乌（三足乌鸦，太阳之灵）从此处驾车升起。
499年，自称来自扶桑的慧深自述，扶桑国“在大汉国东二万余里”，李约瑟认为这个“大汉国”对应布里亚特地区。据《梁书》记载，慧深450年从喀布尔到达中国，458年乘船前往扶桑，499年返回。慧深描述的扶桑国被认为是美洲、萨哈林岛、堪察加半岛或千岛群岛。查尔斯·葛孚雷·利兰（1875）重新出版并传播了18世纪德金的著作，此后美洲说成为19世纪末20世纪初争论最激烈的假说。贝勒、贝特霍尔德·劳费尔、亨利·柯蒂埃等汉学家驳斥了这一假说，而根据李约瑟的说法，美洲说到一战时基本已被驳倒。
在较晚的汉语文献中，其他更不明确的地方也被名为扶桑。

## 神话记载
较早的记载：公元前219年，秦始皇派遣一支约3千名囚犯组成的军队，前往大洋彼岸称作扶桑的地方，求仙丹。约公元前210年曾一度返回，因为领队徐福称有海洋怪物挡了路。第二次出征中，徐福派弓箭手射杀了怪物，但从此杳无音讯。
中国神话中，扶桑是生于世界最东端的巨树，所在的国度即称作扶桑国。西方也有称作若木的巨树，太阳每天早晨从扶桑升起，落到若木上。扶桑树上住着10只金乌，其中9只休息，1只带着太阳旅行。有学者认为三星堆出土的青铜树就是扶桑树。

## 考証

### 美洲说/墨西哥說
查尔斯·葛孚雷·利兰、法國漢學家德金1761年撰文《中国人沿美洲海岸航行及居住亚洲远东的几个民族的研究》认为，慧深的两万里路程意味着扶桑位于美洲的墨西哥。在中国学者中较早响应此说的是章太炎，他在所著《文始》中也认为扶桑即墨西哥。

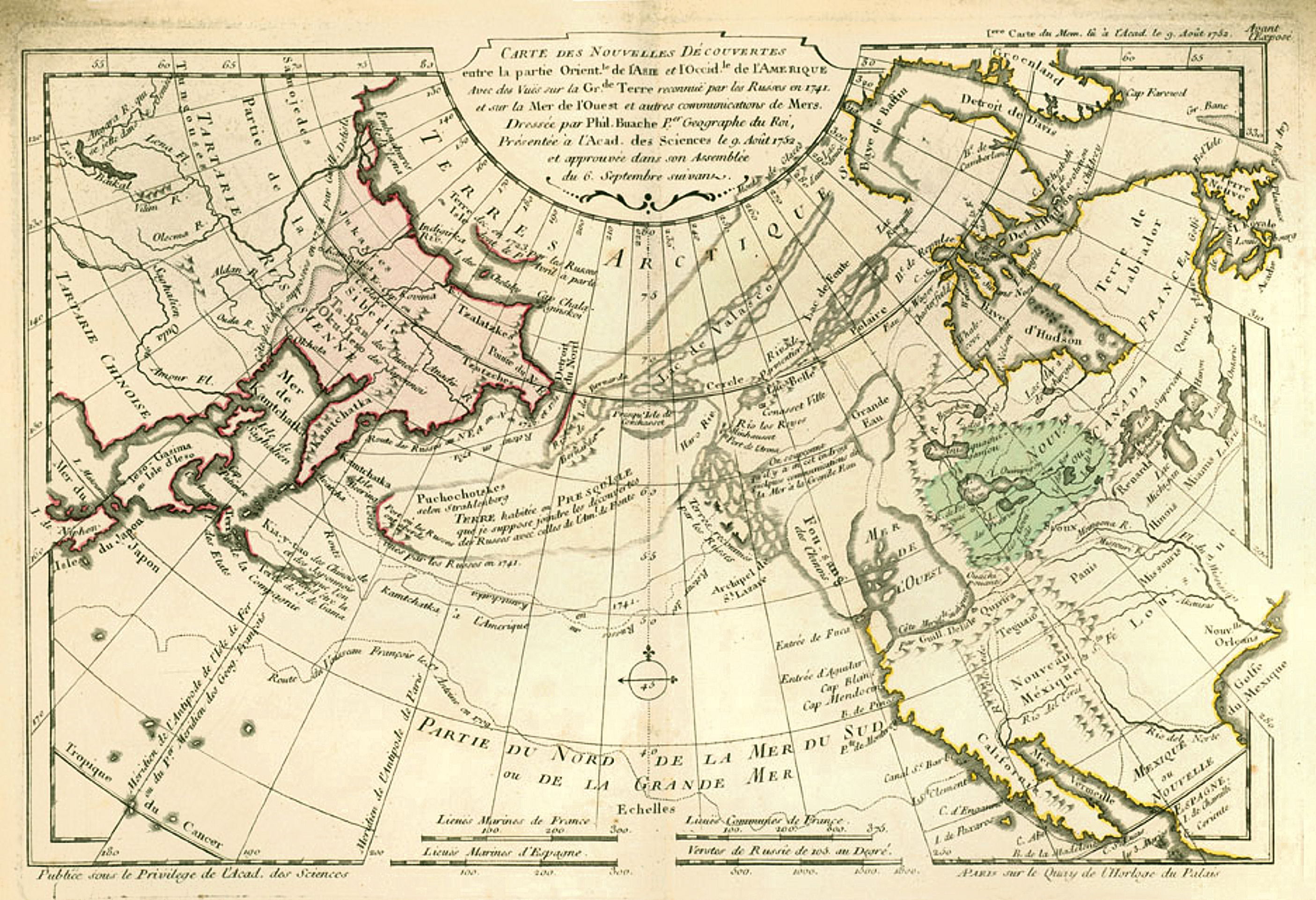
法国制图师菲利普·布歇的地图（1753）将不列颠哥伦比亚省一带标记为“扶桑”（Fou-sang des Chinois，“中国人的扶桑”）

德金指《梁书》扶桑传载：“扶桑国者，齐永元元年，其国有沙门慧深来至荆州，说云扶桑在大汉国东二万余里，地在中国之东，其土多扶桑木，故以为名。”如此看来扶桑国应远在西半球的美洲。原产于墨西哥的棉花，即具备扶桑木的全部特征。墨西哥玛雅人的首领称“Dui--Lu，”其发音正是《梁书》中所说的扶桑国贵人：大小“对卢”。扶桑国有南北二监，南监押轻犯，北监押重犯，重犯子女男孩8岁为奴、女孩9岁为奴，这也是墨西哥玛雅人的制度。1908年，章太炎發表《法顯發見西半球說》，把耶婆提擬定為耶科陀爾，認為法顯早於哥倫布到達美洲，陳志良提出殷商民東遷都到美洲之說。1972年，美國亨利艾特·默茨（Henriette Mertz）發表的〈幾近褪色的紀錄〉一書，認為扶桑國即在美洲，扶桑即為玉米。2002年英国小說家加文·孟席斯的《1421：中国发现世界》在其一本小說裡认为扶桑国是今中南美洲，郑和船队曾抵达那里。
但也有1831年德國東方學家 J.H.Klaproth 以法文發表了《Recherches sur le pays de Fou Sang mentionné dans les livres chinois et pris mal à propos pour une partie de l'Amérique》一文，提出反駁認為扶桑不在美洲。美洲的任何地方與在扶桑國能看到馬匹的說法不符（因為當時北美或南美都不存在馬匹），也不符合鹿被馴化和擠奶的說法。

### 日本說
由於扶桑傳說位於極東海上，且為雅士對日本的雅稱。例如，王维〈送秘书晁监还日本国〉（753）：“乡树扶桑外”。
有觀點認為古書中對日本都以倭國稱，《梁書》在東夷諸國的概略中，寫得相當清楚︰「扶桑國，在昔未聞也」。因此可見「扶桑」在唐朝人的觀念中，絕對和「倭國」是不同的，並無扶桑等同倭國的古文獻。因此認為扶桑國並非指日本。
另有觀點認為扶桑可能指當時日本的其他部分，因為當時日本有許多小勢力並存，如《三國志》中記載魏國歷史的《魏書·東夷傳》中的倭人條提到「女王國東渡海千餘里復有國皆倭種，又有侏儒國在其南人長三四尺去女王四千餘里，又有裸國黒齒國復在其東南船行一年可至」即表示東渡後有許多小國。《山海經·海外東經》也提到「下有湯谷，湯谷上有扶桑，十日所浴，在黑齒北，居水中，有大木，九日居下枝，一日居上枝」以及《山海經·大荒東經》：「大荒之中，有山名曰孽搖頵羝，上有扶木，柱三百里，其葉如芥，有谷曰溫源谷，湯谷上有扶木，一日方至，一日方出，皆載於烏」等敘述，黑齒也是古代對日本的另一個稱呼，因當時日本島原住民阿伊努人喜歡將牙齒染黑，這一習俗日後很長一段時間還是在日本古代貴族中流行。《梁書》中雖提到「扶桑國，在昔未聞也」，可是又補充到「其南有侏儒國，人長三四尺，又南黑齒國，裸國，去倭四千餘里，船行可一年至」，表示扶桑國跟侏儒國、黑齒國與裸國跟倭是鄰國，而且都是海島國，所以也有學者認為這些被記載的各國其實都是指當時還未統一的日本。
施古德认为扶桑很可能是“桦太厅的长岛，或说萨哈林岛”。李约瑟补充：“若将堪察加半岛和千岛群岛也考虑在内，目前没有更好的办法确定它的位置。”

### 山東說
有一说扶桑国是指山东曲阜。“扶桑”一词有见之于屈原诗句「饮余马于咸池兮，总余辔乎扶桑」。

### 遠方說
神話學界認為扶桑是幻想中的一棵樹，為太陽（金烏鳥）的棲息之地，由於太陽都是東出所以神話時代的人認為遙遠東方必有一顆樹為此鳥之巢，不管任何國家被套以扶桑國之稱都只是誤用，對於遙遠東方的不知名地區加以冠之而已。

## 延伸阅读
[在维基数据编辑]
 《欽定古今圖書集成·方輿彙編·邊裔典·扶桑部》，出自陈梦雷《古今圖書集成》
 《梁書/卷54》，出自姚思廉《梁書》
 《南史·卷79》，出自李延壽《南史》